# 羅密歐×茱麗葉
《羅密歐×茱麗葉》，改編自英國詩人及劇作家威廉·莎士比亞劇著《羅密歐與茱麗葉》的電視動畫作品。2007年4月4日至9月26日於中部日本放送（CBC）制作播放。

## 故事簡介
從前被遺忘的空中大陸「新·維洛那」，神秘的巨大力量「愛斯卡勒斯」使其漂浮在空中，為大地帶來了生氣及人民的安定繁榮。《羅密歐與茱麗葉》所講述的是一對被命運捉弄的戀人，14年前蒙太古家族的血腥政變取代了凱普萊特家族的開明統治，從此進入蒙太古的暴政時代，而他們純真的愛情故事，14年後由此在無情的亂世中正式展開……
兩大家族=凱普萊特（另譯=卡帕萊特） 蒙太古（另譯=蒙特鳩）

## 登場人物

### 主要角色
羅密歐·康多雷邦特·蒙太古（聲：水島大宙／臺︰賀宇傑）
蒙太古家的獨子，17歲。對父王的暴政反感，希望成為大公後可以改善國政；經常騎著離家出走的母親所贈的龍馬，在新·維洛納的空中飛翔散心。
在一次的機緣中邂逅了茱麗葉，開始了兩人命運的崎嶇情路。為了茱麗葉成長了許多，甚至能夠犧牲自己的一切。
茱麗葉·赫爾瑪塔·阿斯洛·凱普萊特（聲：水沢史絵／臺︰謝佼娟）
凱普萊特家唯一倖存的族人，長年假扮為平民男孩奧丁與家僕們同住；因不滿暴政常化身赤色旋風行俠仗義，卻偶然與大公之子羅密歐互生情愫。
滅門慘案發生時年僅2歲，16歲生日時由撫養她的遺臣康拉德告知其身世，從此走上愛情及繼承家業的坎坷道路。

### 凱普萊特家族
聚集在鳶尾花的旗幟下，捲起自由之風。
裘里奧（聲：鳥海浩輔／臺︰劉傑）
凱普萊特家遺臣之一，體型高壯的青年男子。曾為保護茱麗葉失去一眼。身兼訓練茱麗葉格鬥的老師。
弗朗西斯科（聲：野島裕史／臺︰于正昌）
凱普萊特家遺臣之一，善於精心謀略的美男子，亦擅長遠程射箭。與裘里奧關係親近。
考狄利亞（聲：松來未祐／臺︰林美秀）
從小就一直照顧茱麗葉，對茱麗葉來說是姐姐般的存在。為操持家務的家僕。後來與羅密歐的好友終成眷屬。
安東尼奧（聲：廣橋涼／臺︰姜瑰瑾）
康拉德之孫，活潑外向的男孩。常跟扮成赤色旋風的茱麗葉一起行俠仗義而被爺爺罵。
提伯爾特（聲：置鮎龍太郎／臺︰詹君陽）
蒙太古與凱普萊特家一名女子的私生子，羅密歐同父異母的哥哥。痛恨蒙太古，武功高強，常在茱麗葉陷入危難時出手相助。
康拉德（聲：寶龜克壽／臺︰詹君陽）
凱普萊特家遺臣之一。14年前從刀口中救出考狄利亞和茱麗葉，一心想重振凱普萊特家名，最後同意並尊重茱麗葉所想。

### 蒙太古家族
能統治世間的唯有恐懼和暴力，凱普萊特家的一個都不能放過。
蒙太古（聲：石井康嗣／臺︰詹君陽）
羅密歐的父親，將凱普萊特家滅門的暴君，其暴政使新·維洛那民不聊生，認為恐懼才能支配人民。為了報復而殺人奪政。
赫敏爾奧尼（聲：大原沙耶香／臺︰林美秀）
貴族小姐，羅密歐名義上的未婚妻。痛恨茱麗葉搶走羅密歐，後來發現自己的愛比不過茱麗葉轉而祝福他們。
茂丘西奧（聲：柿原徹也／臺︰于正昌）
貴族提圖斯之子。平常即不懷好意，一直想成為權力中心人物，後來成為蒙太古養子。
鮑西婭（聲：久川綾／臺︰謝佼娟）
蒙太古之妻，羅密歐之母。善良的她不能接受蒙太古將凱普萊特家滅門而離開成為修女，常對羅密歐伸出援手。
提圖斯（聲：浦山迅／臺︰于正昌）
時常喝醉的貴族。幫蒙太古剷除知道蒙太古真實身分者的人，讓其子茂丘西奧成為蒙太古養子，後得罪蒙太古被殺。
阿布拉姆（聲：飯田浩志）
蒙太古家親衛隊長。多數時候服從蒙太古，覺得命令極端時亦有自己的判斷。

## 用語解釋
新·維洛那
故事展開的舞臺的地方，天空浮遊的大陸。
愛斯卡勒斯（另譯=艾斯加拉斯）
「新·維洛那」繁榮起源的雙子大樹。除了光、水和土地，憐愛也是使其生長的必要條件。可是，由於蒙太古的暴政，樹的心臟開始變得衰弱，葉子一片一片枯落。
龍馬
羅密歐平日以名為希艾羅（另譯=雪洛）的龍馬代步，外表和馬匹無異，背部長有巨大的翅膀，擁有像龍一樣的尾巴，可上天下地的動物。裝備馬鞍和韁繩後，能像馬匹那樣策騎。不是普通百姓能擁有的東西，象徵著皇族及貴族的專利品。

## 製作人員
- 原著：William Shakespeare
- 製作：GONZO、Skaper Wellsink
- 企劃：岡崎剛之（CBC）、上木則安、沖浦泰斗
- 導演 ：追崎史敏
- 副監督：高橋正典
- 系列構成：吉田玲子
- 腳本：吉田玲子、高橋奈津子、砂山蔵澄、平見瞠
- 人物設計／總作畫監督：原田大基
- 製作設計：高木潤
- 美術原案：山形厚史
- 美術監督：齊藤雅巳
- 美術設定：、真亞樹
- 色彩設計：鈴木壽枝
- 攝影監督：北村直樹
- 3DCGI編輯：
- 編輯：廣瀬清志
- 音樂：崎元仁
- 音樂製作人：藤田純二
- 音樂制作：Future Vision Music
- 音響監督：吉田知弘
- 音響監修：佐藤順一
- 特殊效果：Inoiecin
- 背景：手塚Production、小倉工房、Cosmos Arts
- 攝影協力：Tees Lab、w-sky、TRANS ARTS
- 指揮：Philip Chu
- 音響効果：田中秀實
- 錄音室：Studio Music
- 音響制作：樂音舎
- 音響制作擔當：杉山好美
- 節目宣傳：重松和世（CBC）
- 宣傳：、木立己百花、前川亮
- 海外擔當：阪野哲、積田誠、奥村清子
- 版權擔當：丹野英樹
- 義大利語翻譯：Francesca Sarzetto
- 文藝：小林健一
- 協助：goo、音泉
- 製作人：岩佐芳弘（CBC）、五味大輔、小島勉
- 協助製片人：池田東陽
- 動畫製作：GONZO
- 製作：中部日本放送、GDH、Skaper Wellsink

## 主題曲

### 片頭曲
 （第一幕～第二十四幕）
歌：LENA PARK
原作詞：布倫丹·格雷厄姆 / 作曲：Rolf Løvland（神秘園）
日文作詞： / 編曲：坂本昌之、武部聡志

### 片尾曲
（第一幕～第十四幕）
歌：12012
作詞：宮脇渉 / 作曲：酒井洋明 / 編曲：12012
《Good bye，yesterday》（第十五幕～第二十三幕）
歌：Mizrock
作詞：Mizrock / 作曲：Sandra Nordstrom、Thomas Wohni / 編曲：Tomoki Ishizuka
《You Raise Me Up》 （第二十四幕）
歌：LENA PARK
作詞：布倫丹·格雷厄姆 / 作曲：罗尔夫·勒夫兰（神秘園） / 編曲：坂本昌之、武部聡志

## 各話列表
| 話數 | 日文標題 （義語副標題）   | 中文標題             | 脚本              | 分鏡       | 演出              | 作畫監督                                                                    |
| ---- | ------------------------- | -------------------- | ----------------- | ---------- | ----------------- | --------------------------------------------------------------------------- |
| 1幕  | Destino                   | 二人～若沒有相遇～   | 吉田玲子          | 追崎史敏   | 追崎史敏 高橋正典 | 原田大基                                                                    |
| 2幕  | Il segreto                | 承諾～回憶的香氣～   | 吉田玲子          | 福田道生   | 高橋幸雄          | 佐藤陽子                                                                    |
| 3幕  | Attrazione                | 相愛～殘酷的惡作劇～ | 吉田玲子          | 福島一三   | 熊谷雅晃          | PARK DAE YOUL                                                               |
| 4幕  | Una timida fanciulla      | 羞澀～任憑大雨傾瀉～ | 高橋奈津子        | 佐藤順一   | 唐戸光博          | 藤澤俊幸                                                                    |
| 5幕  | Si alza il vento          | 疾風～燃燒的決心～   | 高橋奈津子        | 角田一樹   | 角田一樹          | 西田亜沙子                                                                  |
| 6幕  | Speranza                  | 希望～寄託明天～     | 吉田玲子          | 和田高明   | 高橋正典          | 皆川智之                                                                    |
| 7幕  | Il Tocco delle tue Mani   | 溫暖～此時此刻～     | 砂山藏澄          | 田頭忍     | 市村徹夫          | 奥田佳子                                                                    |
| 8幕  | La via più facile         | 天真～何謂正義～     | 高橋奈津子        | 福田道生   | 高橋幸雄          | 佐藤陽子                                                                    |
| 9幕  | L'incrocio                | 奮起～不再猶豫～     | 吉田玲子          | 和田高明   | 和田高明          | 音地正行                                                                    |
| 10幕 | Lacrime                   | 眼淚～能與你相遇～   | 砂山藏澄          | 佐山聖子   | 唐戸光博          | 藤澤俊幸                                                                    |
| 11幕 | II giuramento             | 誓盟～朝陽的祝福～   | 高橋奈津子        | 水瀬たむら | 高橋正典          | 樋口靖子、鈴木彩子 高木潤、佐藤陽子                                         |
| 12幕 | Un porto sicuro           | 安息～願此刻長存～   | 平見瞠            | 城正克     | 原田孝宏          | 清丸悟                                                                      |
| 13幕 | Il battito vitale         | 脈搏～前路的指引～   | 吉田玲子          | 追崎史敏   | 筑紫大介          | 小林良、白石達也 本間充、藤澤俊幸                                           |
| 14幕 | La sfida                  | 重責～在我手中～     | 吉田玲子          | 山本裕介   | 岡崎幸男          | 山崎輝彥、杉本光司 高橋敦子、音地正行 中島美子、中本尚子 さのえり、武本大介 |
| 15幕 | L' alba dei cambiamenti   | 真我～應走的路～     | 砂山藏澄          | 稲垣隆行   | 玉田博            | 日下岳史、岡本真由美                                                        |
| 16幕 | Lontano dall' amat        | 孤獨～可憐可憫～     | 平見瞠            | 及川啓     | 及川啓            | 本田敬一                                                                    |
| 17幕 | Il passato sepolto        | 暴君～漆黑的命途～   | 吉田玲子          | 田頭忍     | 白石道太          | 藤沢俊幸                                                                    |
| 18幕 | Volonta                   | 志向～各自的心志～   | 平見瞠            | 和田高明   | 和田高明          | 和田高明、音地正行                                                          |
| 19幕 | Il Vento della Speranza   | 繼承～唯我所能～     | 砂山藏澄 吉田玲子 | 高橋幸雄   | 高橋幸雄          | 清丸悟                                                                      |
| 20幕 | Tenuti                    | 使命～堅定的步伐～   | 砂山藏澄          | 寺沢伸介   | 市村徹夫          | 日下岳史                                                                    |
| 21幕 | Da Morire                 | 法則～女神的擁抱～   | 高橋奈津子        | 河本昇悟   | 松本よしひさ      | 杉本光司                                                                    |
| 22幕 | La Fine della Rivoluzione | 詛咒～狂亂的激情～   | 吉田玲子          | 田頭忍     | 瀬藤健嗣          | 小林亮、白石達也                                                            |
| 23幕 | Per il mio amore          | 萌芽～死亡之吻～     | 高橋奈津子        | 佐藤順一   | 白石道太          | 石井久美、日下岳史 濱川修二郎                                               |
| 24幕 | Un Nuovo Mondo            | 祈禱～有你在的世界～ | 吉田玲子          | 追崎史敏   | 追崎史敏 高橋正典 | 原田大基                                                                    |

## 漫畫
《Romeo×Juliet 羅密歐與茱麗葉》（ロミオ×ジュリエット）於2007年3月24日發售的《月刊Asuka》（角川書店）2007年5月號開始連載到2008年1月號連載結束。單行本全2卷。
- 漫畫：COM
- 原案：William Shakespeare
- 動畫原作：GONZO×Skaper Wellsink
- 系列協力：雨宮ひとみ
- 發行：角川Group Publishing

| 集數 | 角川書店      | 角川書店               | 台灣角川       | 台灣角川               |
| 集數 | 發售日期      | ISBN                   | 發售日期       | ISBN                   |
| ---- | ------------- | ---------------------- | -------------- | ---------------------- |
| 1    | 2007年8月23日 | ISBN 978-4-04-854116-9 | 2009年6月19日  | ISBN 978-986-237-083-4 |
| 2    | 2008年1月24日 | ISBN 978-4-04-854150-3 | 2009年10月31日 | ISBN 978-986-237-383-5 |

## 小說
列為Beans文庫（角川書店）叢書。皆未代理中文版。

- 作者：
- 插畫：COM
- 原作：威廉·莎士比亞
- 動畫原作：GONZO×Skaper Wellsink
- 發行：角川書店

2007年8月31日發售、ISBN 978-4-04-453201-7

- 作者：
- 插畫：COM
- 原作：威廉·莎士比亞
- 動畫原作：GONZO×Skaper Wellsink
- 發行：角川書店

2008年1月24日發售、ISBN 978-4-04-854150-3

## 廣播劇

2007年4月13日開始，每逢星期五於日本音泉網絡廣播劇廣播。由聲演茱麗葉的配音員，以及考狄莉亞的配音員負責主持。

## 相關項目
- 威廉·莎士比亞
- 羅密歐與茱麗葉

## 外部連結
- 官方網頁 （页面存档备份，存于）
- ロミジュリ：ロミオ × ジュリエット
- GONZO株式会社 （页面存档备份，存于）
- LENA PARK韩文官方網頁
- 音泉網絡廣播劇 （页面存档备份，存于）

| 臺灣 Animax 星期一至五 16:30~17:00          | 臺灣 Animax 星期一至五 16:30~17:00        | 臺灣 Animax 星期一至五 16:30~17:00 |
| ------------------------------------------- | ----------------------------------------- | ---------------------------------- |
|                                             | 羅密歐×茱麗葉 （2012.10.31 - 2012.12.03） |                                    |
| 鬼太郎5(PART 2) （2012.08.22 - 2012.10.30） | 未定 （2012.12.04 - 2013.)                |                                    |

| 香港 Animax 星期二 22:00-23:00節目 | 香港 Animax 星期二 22:00-23:00節目            | 香港 Animax 星期二 22:00-23:00節目 |
| ---------------------------------- | --------------------------------------------- | ---------------------------------- |
|                                    | 羅密歐×茱麗葉 （2010年4月27日-2010年7月13日） |                                    |
| K-ON！輕音部                       | 爆笑管家工作日誌                              |                                    |

| 臺灣 Animax 星期一至五 20:30-21:00節目 | 臺灣 Animax 星期一至五 20:30-21:00節目        | 臺灣 Animax 星期一至五 20:30-21:00節目 |
| -------------------------------------- | --------------------------------------------- | -------------------------------------- |
|                                        | 羅密歐×茱麗葉 （2010年5月19日-2010年6月21日） |                                        |
| 犬夜叉完結篇 重播                      | 真無敵鐵金鋼 衝擊！Z篇                        |                                        |